# 966 Muschi
966 Muschi је астероид главног астероидног појаса са пречником од приближно 23,43 .
Афел астероида је на удаљености од 3,069 астрономских јединица (АЈ) од Сунца, а перихел на 2,372 АЈ. 
Ексцентрицитет орбите износи 0,128, инклинација (нагиб) орбите у односу на раван еклиптике 14,388 степени, а орбитални период износи 1639,463 дана (4,488 године). 
Апсолутна магнитуда астероида је 9,91 а геометријски албедо 0,349.
Астероид је откривен 9. новембра 1921. године.